# Schempp-Hirth Arcus
Schempp-Hirth Arcus er et højtydende tosædet svævefly fremstillet af Schempp-Hirth. Typen, som første gang fløj den 7. april 2009, komplementerer fabrikantens Duo Discus ved at tilbyde et fly med flaps.
Typen deler krop med Duo Discus XLT og findes i fire varianter; en ren svæveflyver, en med hjemhentningsmotor (Arcus T), en med mulighed for selvstart (Arcus M) og en med el-motor (Arcus E). Alle varianterne har flaperons i hele spændviden.
Flytypen karakteriseres som godmodig og let at håndtere.